# Teodosio II
Teodosio II (Costantinopoli, 10 aprile 401 – Costantinopoli, 28 luglio 450) è stato un imperatore romano dal 408 al 450.

## Infanzia
Unico figlio maschio di Arcadio e Elia Eudossia, fu proclamato Augusto dal padre nel gennaio del 402; una storia curiosa ma non impossibile racconta che Arcadio, per timore che alla propria morte il fanciullo potesse essere deposto, lo affidò alla custodia di Yazdgard I, re dell'impero sasanide.
Nel 408 Arcadio morì; Teodosio che allora aveva 7 anni gli succedette pacificamente sul trono d'Oriente. Fu affidato alle cure dell'eunuco di palazzo Antioco, ma il primo reggente in suo nome fu Antemio, il Prefetto del pretorio d'Oriente.

## Reggenza di Antemio

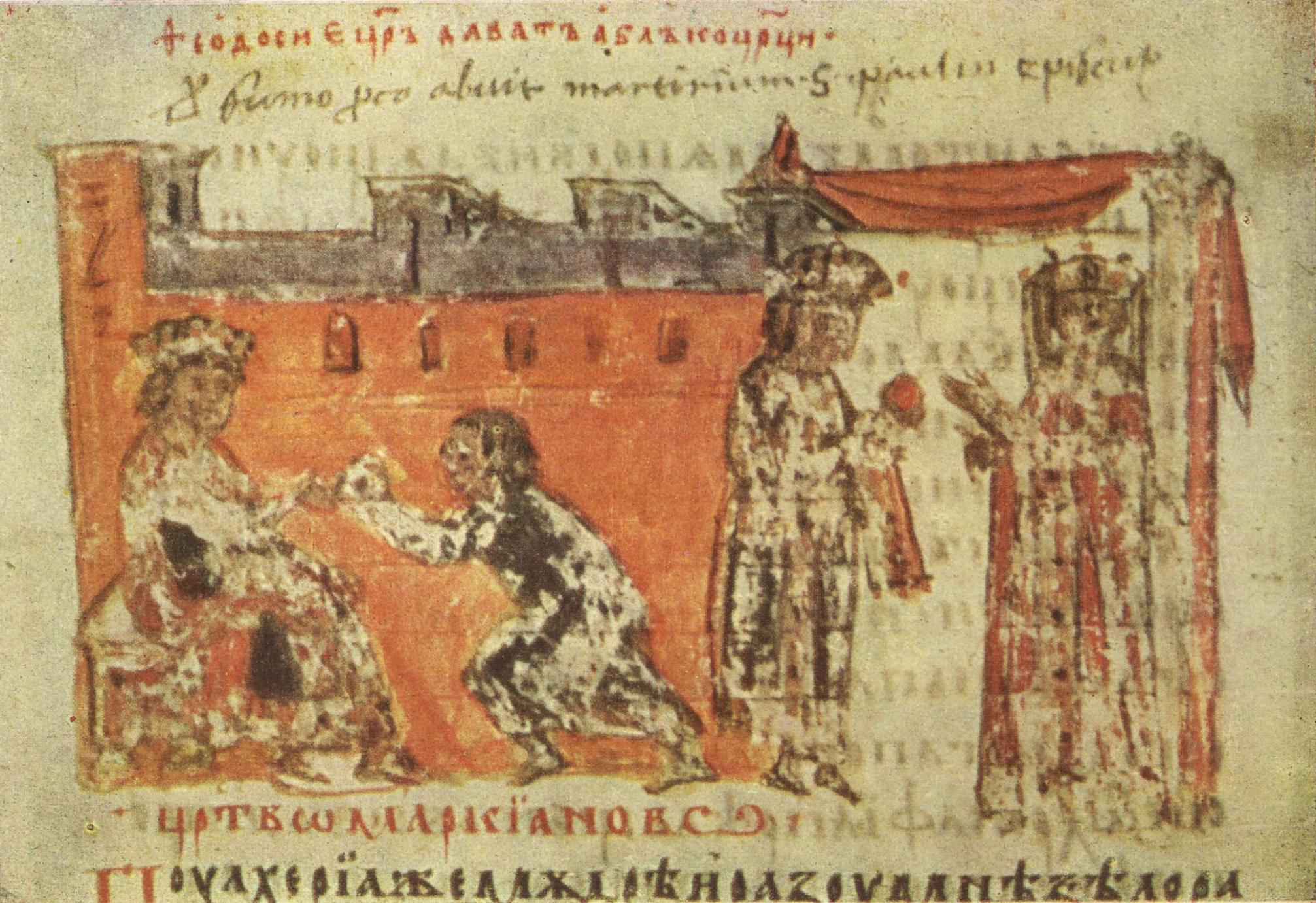
L'imperatore Teodosio II, insieme a Elia Eudocia.

Con la collaborazione dell'amico Troilo, un sofista di fede pagana di Sida che era diventato famoso nei circoli letterari della città, Antemio governò con energia ed efficacia. Posto immediatamente di fronte a una grave penuria di grano per cui la popolazione infuriata aveva dato alle fiamme la casa del prefetto di Costantinopoli, egli adottò misure per aumentare i rifornimenti tanto a breve quanto a lungo termine.
Furono stabiliti buoni rapporti con la corte di Ravenna, cosa facilitata dalla morte di Stilicone. Fu stipulato un nuovo trattato con i Sasanidi e nelle province orientali vennero annullati i contributi arretrati. Si prestò molta cura al miglioramento delle condizioni delle città danubiane e illiriche devastate dai Visigoti.
Fu respinta un'invasione della Moesia da parte di Uldino re degli Unni, e un gran numero di prigionieri di guerra germani (appartenenti alla tribù degli Sciri al servizio di Uldino) furono trasferiti ai proprietari terrieri dell'Asia Minore per essere adibiti alla lavorazione del suolo. Furono anche prese misure per evitare future invasioni da parte degli Unni o dei Germani; allo scopo venne migliorata e potenziata la flotta dislocata sul Danubio; ma soprattutto, avendo visto come Roma era caduta davanti ad Alarico, Antemio fortificò la stessa Costantinopoli. Costantino I aveva fatto costruire una cinta di mura intorno alla nuova capitale, ma presto la città si estese ben al di là dei limiti originali. Così nel 413 furono costruite le nuove Mura di Teodosio, che si estendevano dalla Propontide (Mar di Marmara) fino al Corno d'Oro e che rappresentavano il più notevole risultato del periodo di governo di Antemio.
Tuttavia nel 414 la sorella dell'imperatore, Elia Pulcheria, sebbene avesse soltanto due anni più di lui, fu proclamata Augusta e assunse la reggenza al posto di Antemio, di cui non si ha più nessuna notizia.

## Reggenza di Elia Pulcheria
Il nuovo Prefetto del pretorio fu un funzionario di nome Aureliano, che evidentemente divenne il principale consigliere di Pulcheria. La donna liquidò anche Antioco dalla carica di tutore del fratello, al quale si disse che da allora in poi ella stessa desse lezioni di comportamento:
(Sozomeno, IX,1)
Subito dopo che Pulcheria ebbe assunto le sue nuove responsabilità, scoppiarono seri disordini a sfondo religioso ad Alessandria d'Egitto, dove Ipazia, celebre filosofa pagana, era stata linciata da una banda di confratelli laici cristiani. Si sospettò che Cirillo, a quel tempo patriarca di Alessandria, fosse coinvolto nell'avvenimento: ma la sua influenza alla corte di Pulcheria impedì che il commissario incaricato delle indagini producesse un rapporto soddisfacente.
Pulcheria fu infatti soprattutto una cristiana devota e il suo ascetismo era tale che decise di rimanere casta inducendo le sorelle Arcadia e Marina a fare lo stesso con l'incoraggiamento del loro padre spirituale, il patriarca Attico di Costantinopoli, che a loro beneficio scrisse un elogio della condizione di verginità. D'altra parte era evidente che Teodosio doveva sposarsi, e fu Pulcheria che gli combinò il matrimonio con Atenaide, figlia del sofista ateniese Leonzio. La sposa venne battezzata col nome di Elia Eudocia e due anni dopo fu proclamata Augusta. Furono coniate monete con il suo nome, come era già stato fatto per Pulcheria. Elia Eudocia ebbe in seguito una figlia, Licinia Eudossia (che in seguito divenne moglie di Valentiniano III), e un figlio (che morì in tenera età).

## Regno di Teodosio

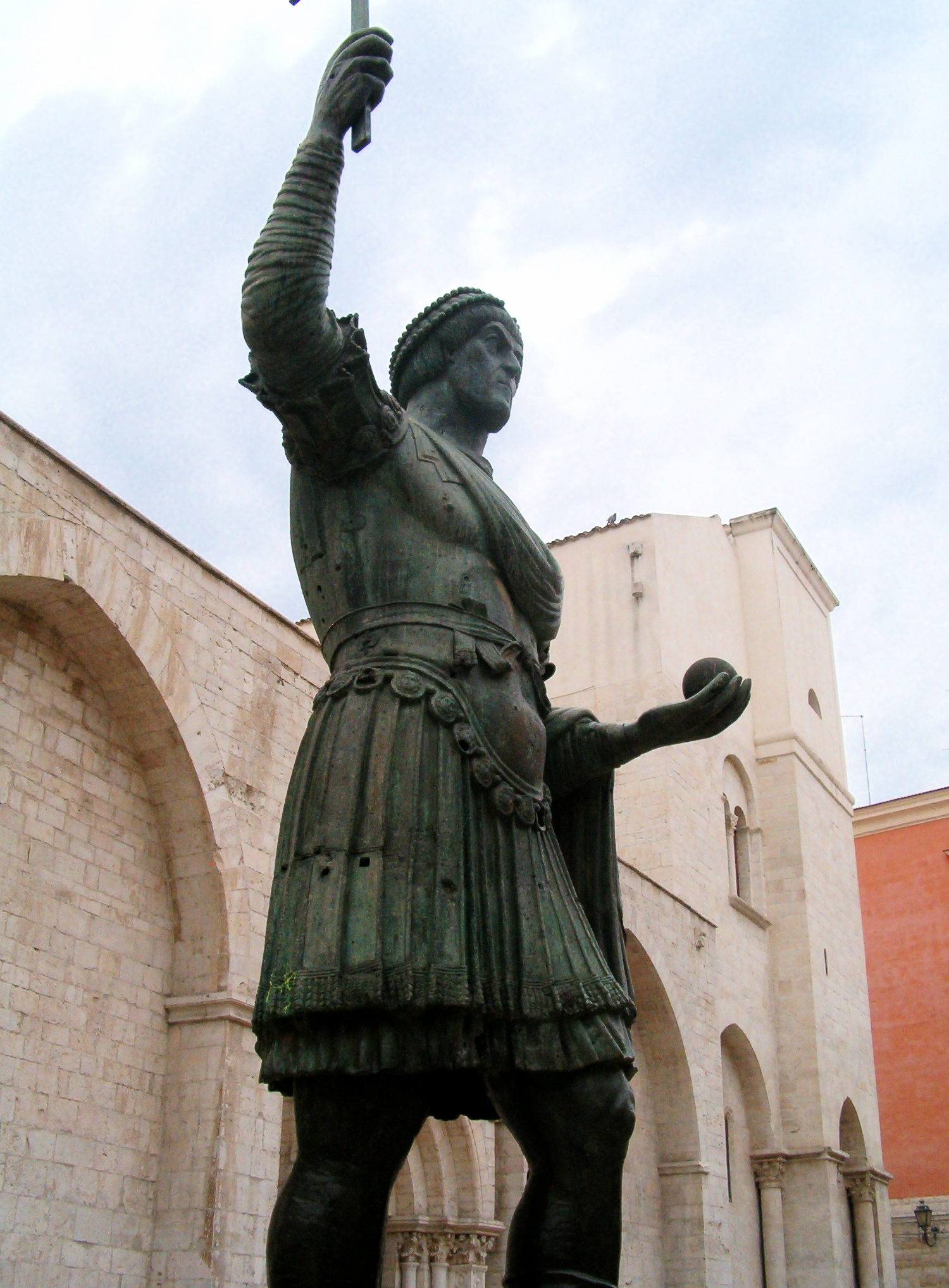
Il Colosso di Barletta, una statua colossale identificata con Teodosio II.

Verso il 416, quando raggiunse i quindici anni di età, Teodosio II fu dichiarato maggiorenne; ma ancora per parecchio tempo Pulcheria tenne le redini del governo, in questo aiutata da Monassio che era succeduto ad Aureliano nella carica di prefetto del pretorio.

### Politica estera

#### Guerre con la Persia

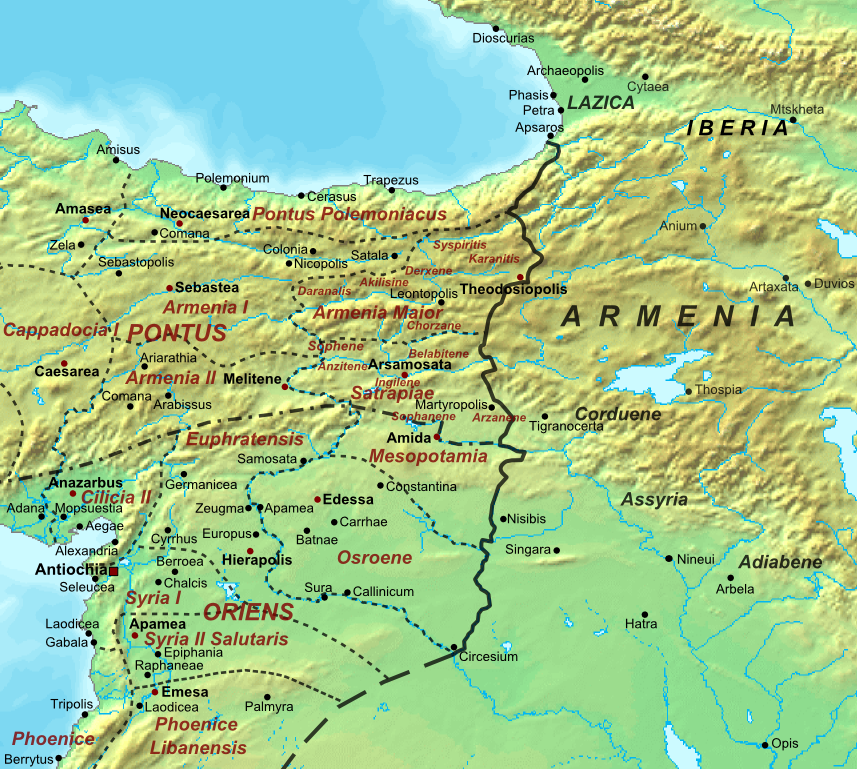
La frontiera romano–persiana dopo la spartizione dell'Armenia nel 384. La frontiera rimase stabile per tutto il V secolo.

Dopo anni di relativa pace tra Impero e Persia, nel 421, appena salito al trono, Bahram V riprese la persecuzione contro i cristiani iniziata dal padre, Yazdgard I, dopo il tentativo del vescovo di Ctesifonte di bruciare il tempio del Grande Fuoco della capitale sasanide. Questa persecuzione fu il casus belli dell'offensiva imperiale. Teodosio II inviò un forte contingente militare in Armenia, da sempre contesa dalle due potenze confinanti, al comando di Ardaburio, il quale inflisse delle sconfitte all'esercito sasanide, saccheggiò l'Arzanene e, dopo aver ottenuto rinforzi, invase la Mesopotamia assediando Nisibis. Bahram, vista in pericolo la prestigiosa e fondamentale fortezza di Nisibis, decise di guidare personalmente l'esercito sasanide. Condotti dal loro re, i Persiani riuscirono a liberare Nisibis dall'assedio romano e a costringere i Romani al ritiro. Dopo aver messo sotto assedio Teodosiopoli, Bahram venne sconfitto a Resaena. Lo scià tentò allora un colpo di mano, ordinando agli Immortali di attaccare il campo romano: Ardaburio riuscì però a neutralizzare l'attacco e ad imporre la pace al sovrano sasanide (423).
Nel 440 Yazdgard radunò un esercito composto da contingenti di diverse nazioni vassalle dei Persiani e attaccò i Romani prendendoli di sorpresa: solo una improvvisa e notevole alluvione mise fine all'attacco persiano, permettendo ai Romani di ritirarsi e impedendo a Yazdgard, che comandava il proprio esercito, di invadere il territorio romano. Teodosio inviò allora il proprio generale Anatolio al campo sasanide, dove riuscì a persuadere Yazdgard a stipulare la pace, che prevedeva tra i suoi termini l'accordo di non costruire nuove fortezze frontaliere e di non fortificare quelle esistenti.

#### Relazioni con l'Impero romano d'Occidente

##### Contrasti con Costanzo III e accoglimento di Placidia a Costantinopoli (421)
Nel 421 il generale d'Occidente di più alto grado, Flavio Costanzo, fu associato al trono da Onorio con il nome di Costanzo III. Poiché Teodosio non riconobbe il nuovo imperatore, ciò rischiò di far scoppiare una guerra civile tra Impero d'Occidente e Impero d'Oriente:
(Olimpiodoro, Storie, frammenti e riassunto di Fozio)
Poco tempo dopo, narra sempre Olimpiodoro, Galla Placidia litigò con Onorio e fu punita con l'esilio a Costantinopoli con i figli:
(Olimpiodoro, Storie, frammenti e riassunto di Fozio)

##### Campagna contro l'usurpatore Giovanni (423-425)
Nel 423, deceduto Onorio, fu eletto suo successore Giovanni Primicerio. Costui inviò un'ambasceria a Teodosio per ottenere il riconoscimento, ma senza risultati: Teodosio II, infatti, su pressioni di Galla Placidia, intendeva porre il figlio di lei, Valentiniano III, sul trono occidentale. Valentiniano III e Placidia furono inviati da Teodosio II a Tessalonica, dove Valentiniano ricevette da suo cugino la dignità di Cesare tramite Elione, non potendo Teodosio venire a Tessalonica per una malattia. Affidò la spedizione per la deposizione dell'usurpatore Giovanni Primicerio ad Ardaburio, magister militum, e a suo figlio Aspar. Questi, passando lungo la Pannonia e l'Illirico, seguiti da Placidia e Valentiniano, espugnarono Salona in Dalmazia; successivamente, Ardaburio partì con la flotta mentre Aspar prese sotto il suo comando la cavalleria: con un attacco improvviso si impadronì di Aquileia, portando con sé Placidia e Valentiniano. Tuttavia Ardaburio, sorpreso da una violenta tempesta, cadde per questo motivo nelle mani dell'usurpatore, che tuttavia lo trattò con molta cortesia perché intendeva negoziare con l'Impero d'Oriente: Ardaburio, tuttavia, riuscì a mettere contro l'usurpatore alcuni dei suoi stessi sottufficiali, e contemporaneamente inviò istruzioni segrete a suo figlio Aspar di marciare verso Ravenna. Aspar giunse rapidamente con la sua cavalleria catturando facilmente Giovanni Primicerio, nel frattempo tradito dai suoi stessi uomini a causa degli intrighi di Ardaburio. Giovanni Primicerio venne condotto ad Aquileia presso Placidia e Valentiniano e qui subì la decapitazione e il taglio della mano destra. Teodosio II inviò poi Valentiniano a Roma, dove venne incoronato Imperatore della parte occidentale dell'Impero romano (425).

#### Aiuto offerto contro i Vandali (431-441)

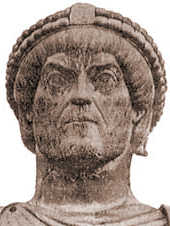
Teodosio II all'età di circa 38 anni. Testa di statua colossale conservata a Barletta.

Nel 429 l'Africa venne invasa dai Vandali. A maggio Genserico, re dei Vandali, con 80.000 uomini (di cui 20.000 guerrieri), attraversò lo stretto di Gibilterra e sbarcò in Mauritania Tingitana, probabilmente a Tangeri. Essendo intenzionato a impadronirsi dell'Africa, strinse delle alleanze con tutti gli africani ostili ai Romani: Mauri (le tribù native dell'Africa), Donatisti, Ariani (sette eretiche), fuorilegge. Avanzando verso Cartagine, Genserico affrontò in battaglia l'esercito di Bonifacio, comes Africae, e lo vinse. Bonifacio fu costretto a rifugiarsi a Ippona, che venne assediata dal nemico. Placidia, preoccupata per l'avanzata di Genserico e non essendo intenzionata a perdere una così importante provincia, implorò l'aiuto di Teodosio II, che acconsentì di buon grado ad aiutare la parte occidentale dell'Impero: la flotta italiana e l'esercito vennero rafforzati da Aspar, che salpò da Costantinopoli con un potente esercito. Non appena la forza dei due imperi fu unita sotto il comando di Bonifacio, egli marciò contro i Vandali; e la perdita di una seconda battaglia irrimediabilmente decise il destino dell'Africa. La città di Ippona venne evacuata e Bonifacio ritornò sconsolato in Italia, dove morì poco dopo (432) ucciso in battaglia dal rivale Ezio. Aspar comunque restò a Cartagine e, anche se non riuscì a sconfiggere Genserico, ebbe abbastanza successo da spingerlo a negoziare una tregua: nel 435 venne firmata la tregua di Trigezio tra Romani e i Vandali. Essa stabiliva, come riporta il Sirago, che i Romani riconoscevano ai Vandali il possesso della Mauritania e di parte della Numidia; in cambio i Vandali avrebbero pagato un tributo annuale all'Impero d'Occidente e davano in ostaggio ai Romani il figlio di Genserico, Unnerico. Inoltre i Vandali sarebbero diventati foederati.
Nel 439, però, violando la tregua, i Vandali conquistarono Cartagine con l'inganno (19 ottobre). Dopo aver conquistato l'Africa, i Vandali costruirono una flotta e saccheggiarono le coste della Sicilia e dell'Italia. Teodosio II, Imperatore d'Oriente, inviò una flotta in soccorso dell'Impero d'Occidente, allarmando Genserico che decise di aprire le trattative. Gli Unni nel frattempo invasero la parte orientale dell'Impero romano costringendo Teodosio II a ritirare la flotta. L'Impero d'Occidente fu costretto quindi a firmare nel 442 una pace svantaggiosa con i Vandali con la quale riconosceva le conquiste fatte dai Vandali in Africa riconoscendo la loro indipendenza dall'Impero; in cambio i Vandali lasciarono all'Impero in controllo delle Mauretanie, della Tripolitania e di parte della Numidia.

##### Matrimonio tra Eudossia e Valentiniano III (437)
Nel 437 Eudossia, figlia di Teodosio II avuta dall'Imperatrice Eudocia, si sposò con Valentiniano III, Imperatore d'Occidente e cugino di Teodosio II. Fu Valentiniano III a chiedere al cugino di sposare Eudossia. Teodosio II diede il suo assenso e si stabilì che il matrimonio si sarebbe celebrato a Tessalonica. Valentiniano, però, inviò un messaggio secondo cui avrebbe preferito celebrare il matrimonio a Costantinopoli. Il matrimonio fu lì celebrato, durante il consolato di Isidoro e Sinatore (437) ed Eudossia si trasferì a Ravenna con il suo nuovo marito.
Nello stesso anno, proprio con tale matrimonio, Galla Placidia, per ricompensare Teodosio II per aver messo sul trono occidentale il figlio di lei Valentiniano III, cedette l'estremità orientale della Pannonia II (con le città di Sirmio e Bassiana) all'Impero romano d'Oriente. Il resto della Pannonia era stato ceduto agli Unni da Ezio in cambio dell'appoggio militare degli Unni all'Impero in Gallia. La Pannonia II divenne così la tredicesima provincia dell'Illirico orientale e Sirmio divenne per qualche tempo la capitale della prefettura dell'Illirico (orientale), ma venne ceduta da Teodosio II agli Unni in seguito alle vittoriose campagne balcaniche di Attila del 441-442.
Secondo altri studiosi, tuttavia, tutto l'Illirico occidentale sarebbe stato ceduto all'Impero d'Oriente. Essi citano come prova:
- un passo delle Variae di Cassiodoro in cui viene affermato che Galla Placidia, perdendo l'Illirico, acquistò una nuora (Valentiniano III si sposò con la figlia di Teodosio II, Licinia Eudossia).
- un passo di Giordane che afferma che "Valentiniano III viaggiò da Roma a Costantinopoli per sposare Eudossia, figlia dell'Imperatore Teodosio, e, per ricompensare il suocero, cedette tutto l'Illirico." (Giordane, Romana, 139)
- Polemio Silvio nel 448 elenca tra le province dell'Illirico anche quelle dell'Illirico occidentale
- il fatto che gli imperatori d'Oriente avessero concesso in Pannonia terre ai Goti, Unni, Gepidi e altri barbari, prova che la Pannonia apparteneva all'Oriente.
- nel panegirico di Sidonio Apollinare del 467, Roma si rivolge a Costantinopoli elencando tra le province in suo possesso la Sicilia, la Gallia e il Norico, ma non Dalmazia e Pannonia.

Tuttavia Procopio afferma che la Dalmazia era governata da uomini (come il comes Marcellino) dipendenti dall'Impero romano d'Occidente, e ciò contrasta con la cessione della Dalmazia all'Impero d'Oriente. Uno studioso (Wozniak) ha tentato di conciliare Procopio con le altre fonti sostenendo che la Dalmazia, pur appartenendo nominalmente all'Impero d'Oriente, de facto apparteneva a quello d'Occidente:
(Wozniak 1981:354-355. Citato in McGeorge, p. 37)
Diversi studiosi, oggi, ritengono che solo parte dell'Illirico occidentale fu ceduto all'Impero d'Oriente, anche se è non vi è consenso su quale parte fu ceduta: Demougeot e Mòscy ritengono che fu ceduta solo "l'area di Sirmio", Barker invece sostiene che fu ceduta "parte della Dalmazia", secondo invece JB Bury "una parte considerevole della diocesi dell'Illirico, Dalmazia, Valeria e Pannonia orientale vennero sicuramente trasferite"; Praga invece ritiene che "la cessione dell'Illirico occidentale... non riguardò la Dalmazia". Sicuramente fu ceduta almeno la Pannonia II con Sirmio: una Novella di Giustiniano I (11.1) attesta infatti che Sirmio nel 441 apparteneva all'Impero d'Oriente ed era la sede del prefetto del pretorio dell'Illirico, Apreemio, poi costretto nello stesso anno a fuggire a Tessalonica a causa delle invasioni di Attila, che nello stesso anno attaccò ed espugnò Sirmio. Sembra certo, invece, che il Norico rimase in mano romano-occidentale: secondo Prisco, infatti, il governatore del Norico, Promoto, era uno degli ambasciatori romano-occidentali che nel 449 furono inviati presso Attila, mentre l'agiografia di San Severino narra che ancora nel 460 circa le truppe del Norico ricevevano, seppur sempre più irregolarmente, il soldo da Ravenna e non da Costantinopoli; inoltre il panegirico del 467 di Sidonio Apollinare nomina il Norico tra le province romano-occidentali.

#### Rapporti con gli Unni
Verso la fine degli anni 430 (434 circa) salirono sul trono unno i fratelli Attila e Bleda. Poco tempo dopo la loro ascesa al potere, nell'inverno del 439, Attila e Bleda si incontrarono presso Margus, nella Mesia Superiore, con ambasciatori dell'Impero romano d'Oriente, e strinsero un nuovo accordo di pace che prevedeva un aumento dei tributi che i Romani d'Oriente dovevano versare agli Unni da 350 a 770 libbre, il luogo in cui dovevano avvenire contatti commerciali tra Romani e Unni e la promessa che i Romani non avrebbero accolto profughi unni. Lo storico dell'epoca Prisco di Panion asserisce che in quell'occasione, «siccome [gli Unni] ritengono poco appropriato conferire con altri smontati da cavallo, anche i Romani, che ci tenevano alla dignità, decisero di fare altrettanto per tema che una delle due parti dovesse parlare stando in sella mentre l'altra era in piedi.»
Nell'inverno del 441-442, tuttavia, i commercianti unni si impadronirono con la forza delle armi del centro romano sede degli scambi commerciali, adducendo come pretesto il fatto che «il vescovo di Margus aveva varcato la frontiera, si era addentrato nelle loro terre e aveva frugato nelle tombe reali rubandone alcuni oggetti preziosi.» Ciò fornì ad Attila il casus belli per attaccare l'Impero romano d'Oriente. In realtà, Attila avrebbe deciso di attaccare proprio in quel momento l'Impero approfittando del fatto che l'Imperatore d'Oriente Teodosio II aveva sguarnito di truppe i Balcani per aiutare l'Impero d'Occidente a recuperare Cartagine ai Vandali. Giordane narra che sarebbe stato il re vandalo Genserico stesso a invitare Attila a invadere l'Impero d'Oriente per far sfumare la spedizione contro i Vandali.
Gli Unni espugnarono rapidamente Vidimacium, Margus e Naissus, costringendo l'Impero d'Oriente a rinunciare alla guerra contro i Vandali, richiamando la flotta, e poco tempo dopo, a comprare la pace accettando di pagare un tributo di 1400 libbre d'oro all'anno. Teodosio II, però, ritornata la flotta, smise di pagare il tributo agli Unni, nella speranza che con i Balcani non sguarniti di truppe e con il potenziamento delle difese, sarebbe riuscito a respingere gli attacchi unni. Una legge del 12 settembre del 443 stabilì:
Per potenziare ulteriormente l'esercito, inoltre, Teodosio II reclutò numerosi Isauri.
Quando gli arretrati raggiunsero le 6000 libbre d'oro, nel 447, Attila protestò, e al rifiuto dell'Imperatore di sborsare le 6000 libbre d'oro in questione, il re unno reagì con la guerra. Nell'invasione del 447, Attila sconfisse più volte gli eserciti romano-orientali, avvicinandosi pericolosamente a Costantinopoli, intendendo approfittare degli effetti devastanti di un terremoto, che il 27 gennaio 447, alle due di notte, aveva fatto crollare una parte dei terrapieni che costituivano parte delle difese della città, per impadronirsene. Quando però gli Unni giunsero sotto le mura, queste erano state già riparate dallo zelo del prefetto del pretorio d'Oriente, Costantino, che incaricò le fazioni dell'ippodromo di riparare i danni. Attila comunque ottenne una vittoria schiacciante, annientando ben due eserciti campali romani e devastando gli interi Balcani Orientali e costringendo l'Impero romano d'Oriente ad accettare una pace umiliante:
(Prisco, Storie)
Inoltre l'Impero d'Oriente dovette evacuare la zona a sud del Danubio «larga cinque giorni di viaggio». Le dure condizioni di pace mandarono in relativa crisi finanziaria l'Impero romano d'Oriente, che, per racimolare il denaro necessario per pagare il gravoso tributo, si vide costretto a revocare in parte i privilegi fiscali ai proprietari terrieri e ad aumentare le tasse. Prisco narra addirittura che:
(Prisco, Storie)
Questo brano di Prisco è stato interpretato da Thompson come non completamente veritiero, ma piuttosto come esagerazione retorica oppure come prova di solidarietà di classe nei riguardi delle classi più agiate. Pur essendo una cifra dieci volte superiore a qualunque altro tributo pagato finora dall'Impero, il tributo versato dagli Unni era comunque una cifra paragonabile alle rendite delle persone più agiate dell'Impero, e non era una cifra così straordinaria. La spedizione di Leone I contro i Vandali del 468 costò all'erario ben 100.000 libbre d'oro, una cifra enormemente superiore alle 2.100 da versare ad Attila, prova che per le casse dello Stato pagare 2.100 libbre d'oro non era uno sforzo eccessivo.
Nel 449 Attila si lamentò perché una parte dei contadini non intendeva evacuare la zona a sud del Danubio larga cinque giorni di viaggio che i Romani dovevano evacuare secondo le condizioni del trattato. L'eunuco di corte e consigliere dell'Imperatore, Crisafio, cercò in quest'occasione di sbarazzarsi della minaccia unna cercando di convincere un inviato di Attila nella capitale, Edeco, a partecipare ad una congiura per eliminare il re unno: dopo una cena nella residenza dell'eunuco, Edeco, a cui, insieme ad altri comandanti, era stata affidata la protezione personale di Attila, acconsentì ma ad un prezzo di 50 libbre d'oro da distribuire alla sua scorta per garantirsi che collaborasse con lui nella congiura. avvertì però l'eunuco che «dopo la sua assenza, anche lui, come gli altri, sarebbe stato interrogato da Attila in merito a chi, fra i Romani, gli avesse fatto doni e a quanto denaro avesse ricevuto, e che [a causa dei compagni di missione] non avrebbe potuto nascondere le 50 libbre d'oro.». Si stabilì dunque l'invio di un'ambasceria presso Attila con il pretesto di negoziare sulle richieste dell'Unno, ma in realtà per ricevere istruzioni su come dovevano essere consegnate le 50 libbre d'oro.
Lo storico Prisco di Panion partecipò personalmente all'ambasceria e, in un frammento sopravvissuto della sua Storia, descrive accuratamente questo viaggio, a cui presero parte almeno tre persone: Massimino, Prisco e l'interprete Vigilas, oltre agli ambasciatori di Attila Edeco e Oreste. Attila, tuttavia, era stato già informato della congiura dallo stesso Edeco, il quale fin dall'inizio non aveva alcuna intenzione di tradire il suo capo, ma decise di far finta di esserne ignaro. Attila fu molto ostile con gli ambasciatori, sostenendo che finché i Romani non avessero restituito tutti i fuggiaschi, non avrebbe più concesso loro il diritto di essere ricevuti. Dopo aver ordinato a Vigilas di ritornare a Costantinopoli per ribadire a Teodosio II la richiesta da parte di Attila di restituire tutti i fuggiaschi unni, Attila dichiarò conclusa l'udienza, dicendo a Massimino di attendere mentre egli scriveva una lettera di risposta all'Imperatore. Subito dopo gli ambasciatori romani ricevettero altri messi unni che proibirono loro di comprare ogni cosa che non fossero generi alimentari fintanto che non fossero state soddisfatte le richieste degli Unni. Mentre Vigilas partì per Costantinopoli, gli altri ambasciatori seguirono Attila in una delle sue residenze in attesa che questi rispondesse per iscritto alle lettere dell'Imperatore e furono ammessi a un banchetto; poi, una volta che Attila ebbe finito di rispondere per lettera all'Imperatore, gli ambasciatori furono congedati. Quando Vigilas tornò dall'Unno con lo scopo di portargli la risposta di Teodosio II per quanto riguarda la restituzione dei fuggitivi, gli Unni, perquisendo Vigilas, gli trovarono addosso 50 libbre d'oro, e gli chiesero a cosa gli servissero dato che per volontà di Attila gli ambasciatori romani potevano comprare solo del cibo e con 50 libbre d'oro si poteva comprare tanto cibo da sfamare un piccolo esercito; quando gli Unni minacciarono di uccidergli un figlio, Vigilas confessò la congiura, secondo i piani di Attila. La proibizione ai messi romani di comprare tutto ciò che non fosse cibo era finalizzata a impedire a Vigilas di trovare giustificazioni per le 50 libbre d'oro con cui intendeva pagare Edeco per il tradimento. Attila permise a Vigilas di riscattare il figlio al prezzo di 50 libbre d'oro e:
(Prisco, Storia)

### Politica interna

#### Università di Costantinopoli
Nel 425 fu presa un'iniziativa importante per dotare Costantinopoli di un'università.
Costantino I aveva fondato una scuola nello stoà e Costanzo II l'aveva trasferita sul Campidoglio.
Giuliano l'aveva dotata di una biblioteca pubblica di grande valore.
Teodosio II a sua volta istituì le cattedre per dieci grammatici o filosofi greci e per dieci latini, per cinque retori greci e tre latini, per due giuristi e per un filosofo.
La preponderanza dei retori greci su quelli latini segnò un passo nel graduale processo di sostituzione della lingua greca a quella latina negli affari dell'Impero d'Oriente.

#### Codice teodosiano
L'avvenimento più importante del regno tuttavia fu la compilazione in latino del Codice Teodosiano, una raccolta di leggi fatta per ordine dell'Imperatore d'Oriente e pubblicata nel 438 dopo otto anni di lavoro condotto in collaborazione col collega Valentiniano III. Il codice composto da sedici libri contiene una raccolta delle leggi dell'Impero emanate nel corso di oltre un secolo e in buona parte costituì la base per la redazione del codice giustinianeo che vide la luce un secolo dopo. Esercitò un grande influsso sulla legislazione dei popoli germani che allora si andavano affermando. Per esempio la Legge romana dei Visigoti o Breviario di Alarico (Alarico II del VI secolo) che divenne la fonte principale del diritto romano in Occidente, sostanzialmente non è che un compendio del Codice Teodosiano integrato da altre raccolte.
La promulgazione del Codice Teodosiano comportò il recepimento nell'Impero d'Oriente di una costituzione emanata nel 421 dagli imperatori occidentali Onorio e Costanzo III che ponevano restrizioni nei confronti del divorzio unilaterale (repudium). Tale costituzione provocò immediato disagio nella parte orientale dell'Impero, dove fino a quel momento era rimasta in vigore la sostanziale libertà di ripudio dell'epoca classica, come ripristinata da Giuliano; per questo motivo, Teodosio  II provvide ad abrogarla in Oriente nel 439, ripristinando il regime precedente, salvo poi prevedere lui stesso nuove restrizioni nel 449, ma in modo più blando e meno severo. In Occidente, Valentiniano III recepirà inizialmente l'abrogazione delle norme del 421 nel 447-448, salvo poi ripristinarle nel 452, con propria costituzione, senza poi recepire la novella teodosiana successiva.

#### Politica religiosa
Proseguendo l'opera del padre, nel 416 escluse i pagani dagli uffici statali. Il 14 novembre 435 Teodosio II ordinò la distruzione di tutti i templi pagani rimanenti.

## Famiglia

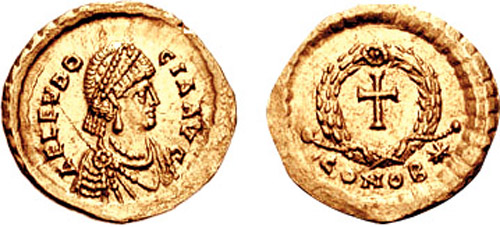
Tremisse raffigurante Eudocia come augusta.

Teodosio II si sposò con Atenaide, poi ribattezzata Elia Eudocia. Atenaide, nata ad Atene in una famiglia pagana, aveva ricevuto un'ottima istruzione da suo padre, il filosofo sofista Leonzio, che però non le lasciò niente in eredità, avendo destinato tutto ai fratelli di lei: Valerio e Gessio. Secondo il testamento, Eudocia avrebbe ereditato solo 100 monete d'oro mentre il resto dell'immensa fortuna di Leonzio sarebbe andata a Gessio e a Valerio; Lo storico Giovanni Malala racconta che si recò a Costantinopoli per ottenere giustizia e che durante una udienza in cui esponeva il proprio caso catturò l'attenzione di Elia Pulcheria, sorella dell'imperatore Teodosio II, che agiva da tutrice del giovane imperatore, e di Paolino, il magister officiorum, i quali, colpiti da questa giovane e bella ragazza, vergine, elegante, ben educata alla maniera greca e versata nell'eloquenza, la reputarono adatta a sposare l'imperatore. La condizione per il matrimonio fu la conversione al Cristianesimo, e col battesimo abbandonò il nome Atenaide per quello cristiano di Eudocia. Il matrimonio avvenne il 7 giugno 421 e, in brevissimo tempo, Eudocia riuscì ad esercitare una grande influenza sul marito, entrando in concorrenza con la cognata Pulcheria, tanto che i suoi fratelli e suo zio ottennero posti di rilievo nell'amministrazione imperiale. All'influenza della moglie è dovuta l'intensa attività edilizia di Teodosio II, come anche una maggiore tolleranza di pagani e ebrei.

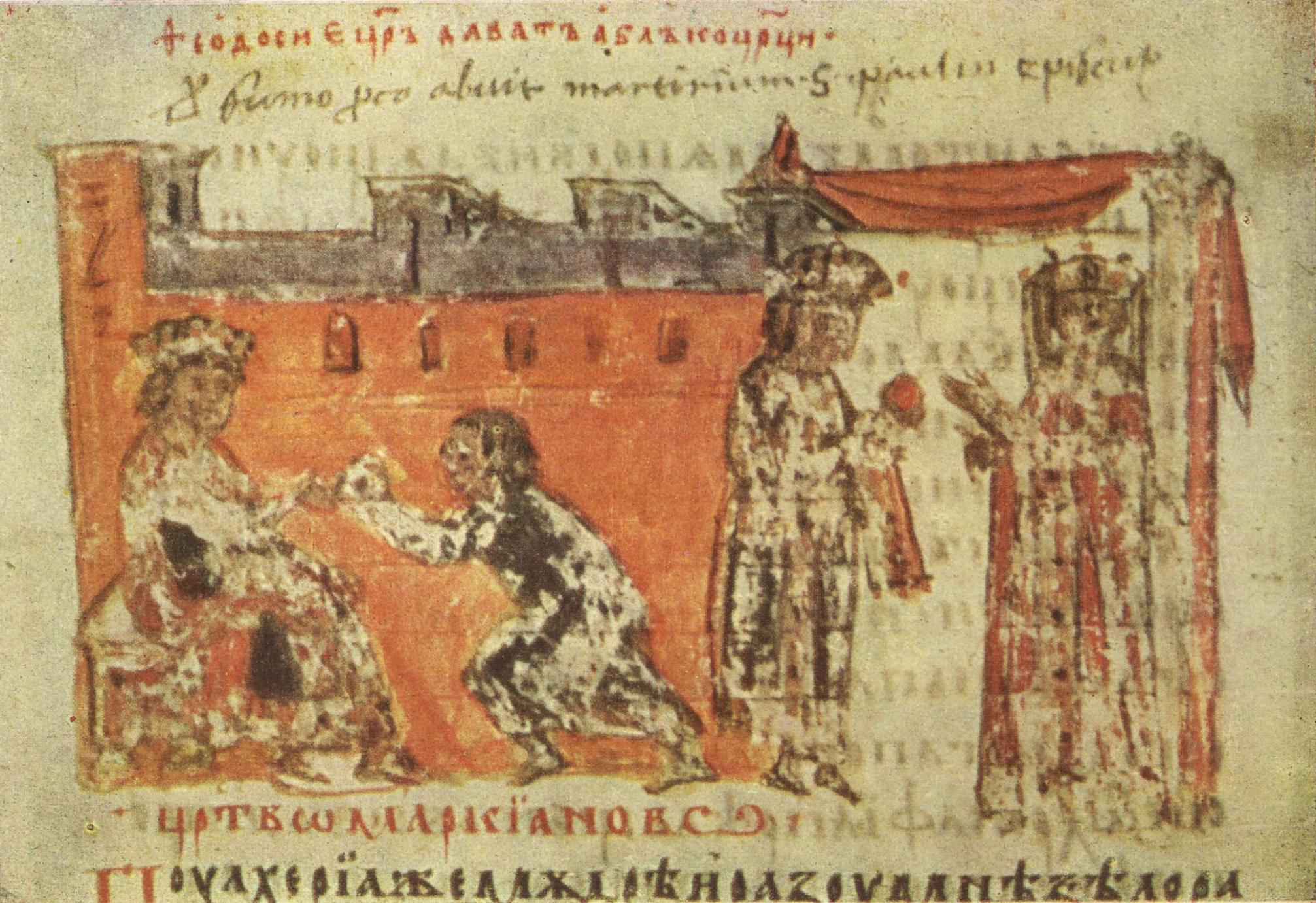
L'imperatore Teodosio II ed Elia Eudocia.

Dopo appena un anno (422) di matrimonio nacque la figlia di Teodosio ed Eudocia, Licinia Eudossia; probabilmente a seguito della nascita della figlia, Teodosio concesse a Eudocia il titolo di Augusta, il 2 gennaio 423. Sempre durante gli anni 420, però, iniziò il degrado dei rapporti tra Eudocia e Teodosio: sebbene la coppia imperiale abbia avuto un'altra figlia nel 431, Flaccilla, e probabilmente un maschio di nome Arcadio morto in giovane età, il contrasto tra i due divenne sempre più marcato. Eudocia decise così di partire per un pellegrinaggio in Terra santa (438). Il suo ritorno a Costantinopoli, carica di reliquie, segnò un suo breve ritorno in auge, come indicato forse dal fatto che il poeta Ciro fu contemporaneamente praefectus urbi della capitale e prefetto del pretorio. Questo periodo ebbe però termine nel 443 (o 441), a causa di un complotto ordito dall'eunuco e spatharius Crisafio, il quale accusò l'imperatrice di adulterio col magister officiorum Paolino: Eudocia fu costretta ad abbandonare la capitale, lasciando campo libero a Pulcheria, e si recò nuovamente in Terra Santa, a Gerusalemme.
Teodosio inviò il suo comes domesticorum ("comandante della guardia") Saturnino a giustiziare due membri della corte di Eudocia, il prete Severo e il diacono Giovanni, ma l'uomo di Teodosio venne ucciso, o da Eudocia stessa, come riporta Marcellino, o, più probabilmente, da un uomo della sua corte: in entrambi i casi il risultato fu che Teodosio, adirato, le ridusse la corte, pur concedendole di mantenere il titolo di Augusta.

## Testimonianze e personalità di Teodosio II

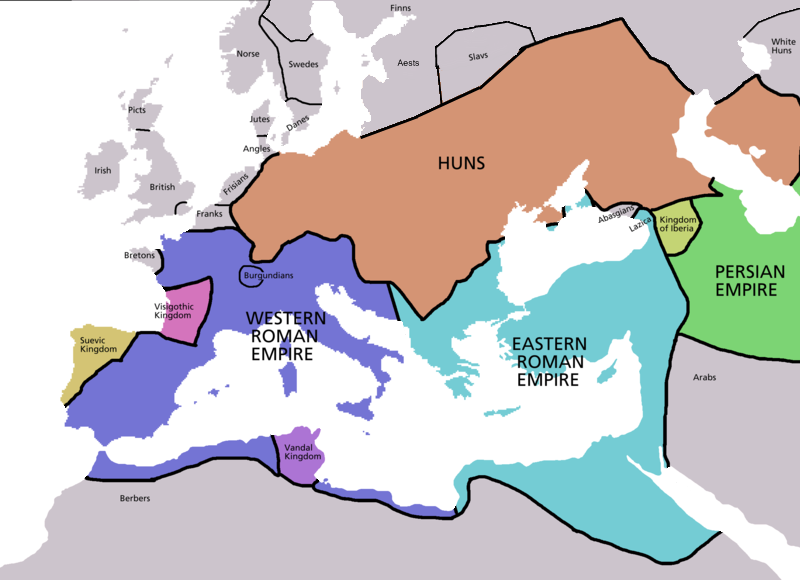
L'Impero romano d'Oriente alla morte di Teodosio II.

Sebbene non avesse una grande personalità politica, il regno di Teodosio II comunque fu ricco di iniziative e fondamentale per la sua storia futura. In questo ampio periodo ebbe generalmente come consiglieri uomini competenti, dei quali l'imperatore si fidava ciecamente. Teodosio II, comunque, non era un indolente e un ozioso come il padre Arcadio. Infatti Teodosio II era uno studioso insigne, che amava circondarsi di uomini dotti e di filosofi. Durante gli spettacoli nel circo, pare usasse trascrivere libri senza badare ai giochi.
Condusse una vita appartata dedicandosi allo studio delle scienze, compresa l'astronomia, e incoraggiando le ricerche storiche: a lui dedicarono le proprie cronache Olimpiodoro e Sozomeno. Il suo interesse principale, tuttavia, era la teologia. Grazie alla sua abilità di calligrafo, l'imperatore tradusse e copiò di propria mano numerosi testi sull'argomento. Teodosio II era di carattere dolce e gentile, e non amava infliggere pene capitali. Due scrittori cristiani ortodossi, Teodoreto e Sozomeno, vedevano nell'imperatore un gentile sacerdote affiancato dalle sue sorelle, tra le quali spiccava Pulcheria, donne virtuose e molto devote.

## Antenati
|                                   |   |                 | Genitori |  |  | Nonni |  |  | Bisnonni              |  |  | Trisnonni |  |
|                                   |   |                 |          |  |  |       |  |  | Conte Flavio Teodosio |  |  | Onorio    |  |
|                                   |   |                 |          |  |  |       |  |  | Conte Flavio Teodosio |  |  | Onorio    |  |
|                                   |   | …               |          |  |  |       |  |  | Conte Flavio Teodosio |  |  |           |  |
| Teodosio I, imperatore romano     |   |                 |          |  |  |       |  |  | Conte Flavio Teodosio |  |  |           |  |
|                                   |   | Termanzia       | …        |  |  |       |  |  |                       |  |  |           |  |
|                                   |   | Termanzia       | …        |  |  |       |  |  |                       |  |  |           |  |
|                                   |   | Termanzia       | …        |  |  |       |  |  |                       |  |  |           |  |
| Arcadio, imperatore d'Oriente     |   | Termanzia       |          |  |  |       |  |  |                       |  |  |           |  |
|                                   |   | Claudio Antonio | …        |  |  |       |  |  |                       |  |  |           |  |
|                                   |   | Claudio Antonio | …        |  |  |       |  |  |                       |  |  |           |  |
|                                   |   | Claudio Antonio | …        |  |  |       |  |  |                       |  |  |           |  |
| Elia Flaccilla                    |   | Claudio Antonio |          |  |  |       |  |  |                       |  |  |           |  |
|                                   |   | …               | …        |  |  |       |  |  |                       |  |  |           |  |
|                                   |   | …               | …        |  |  |       |  |  |                       |  |  |           |  |
|                                   |   | …               | …        |  |  |       |  |  |                       |  |  |           |  |
| Teodosio II, imperatore d'Oriente |   | …               |          |  |  |       |  |  |                       |  |  |           |  |
|                                   | … | …               |          |  |  |       |  |  |                       |  |  |           |  |
|                                   | … | …               |          |  |  |       |  |  |                       |  |  |           |  |
|                                   | … | …               |          |  |  |       |  |  |                       |  |  |           |  |
| Bautone                           | … |                 |          |  |  |       |  |  |                       |  |  |           |  |
|                                   |   | …               | …        |  |  |       |  |  |                       |  |  |           |  |
|                                   |   | …               | …        |  |  |       |  |  |                       |  |  |           |  |
|                                   |   | …               | …        |  |  |       |  |  |                       |  |  |           |  |
| Elia Eudossia                     |   | …               |          |  |  |       |  |  |                       |  |  |           |  |
|                                   |   | …               | …        |  |  |       |  |  |                       |  |  |           |  |
|                                   |   | …               | …        |  |  |       |  |  |                       |  |  |           |  |
|                                   |   | …               | …        |  |  |       |  |  |                       |  |  |           |  |
| …                                 |   | …               |          |  |  |       |  |  |                       |  |  |           |  |
|                                   |   | …               | …        |  |  |       |  |  |                       |  |  |           |  |
|                                   |   | …               | …        |  |  |       |  |  |                       |  |  |           |  |
|                                   |   | …               | …        |  |  |       |  |  |                       |  |  |           |  |
|                                   |   | …               |          |  |  |       |  |  |                       |  |  |           |  |